# Göta (namn)
För andra betydelser, se Göta.

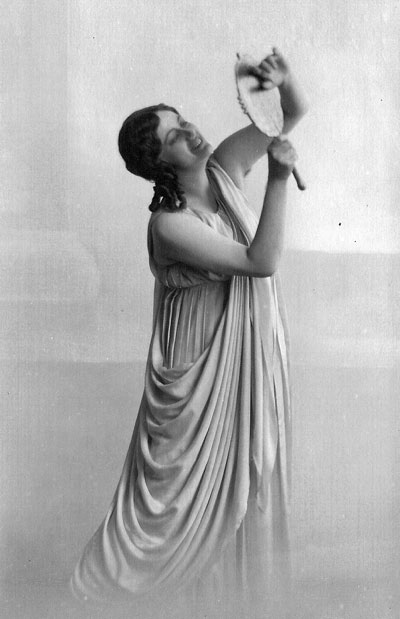
Göta Ljungberg

Kvinnonamnet Göta eller Götha är ett fornsvenskt namn som betyder göt, götisk. Det kan även vara en kortfom av Göthilda. Det äldsta belägget för Göta i Sverige är från år 1814.
Den maskulina formen av namnet är Göte.
Den 31 december 2014 fanns det totalt 2 503 kvinnor folkbokförda i Sverige med namnet Göta eller Götha, varav 1 332 bar det som tilltalsnamn.
Namnsdag i Sverige: 27 januari, (1901–1992: 3 maj). I den finlandssvenska namnsdagslängden har Göta namnsdag 8 september sedan starten 1929, då en egen namnsdagskalender togs i bruk för finlandssvenskar.

## Personer med namnet Göta
- Göta Hoving, svensk skådespelerska
- Göta Klintberg, svensk skådespelerska
- Göta Ljungberg, svensk operasångerska
- Göta Pettersson, svensk gymnast, OS-guld 1952
- Göta Rosén, svensk politiker (s)
- Göta Trägårdh, svensk textilkonstnär